# Avalanches de 2020 dans la province de Van
Les avalanches de 2020 dans la province de Van sont deux avalanches survenues les 4 et 5 février 2020 dans la province de Van, en Turquie, ayant fait 41 morts et 84 blessés.

## Déroulement
Le soir du 4 février 2020, une avalanche se produit dans le col d'une montagne située dans le district de Bahçesaray, ensevelissant un chasse-neige et un bus. Cinq personnes décèdent à la suite de l'accident, deux sont portées disparues, mais le conducteur du véhicule et sept passagers parviennent à s'échapper,. En réponse, une importante opération de sauvetage, impliquant environ 300 personnes, est lancée par la Présidence chargée de la Gestion des Catastrophes et des Urgences (en). Alors que l'équipe est sur place, une seconde avalanche frappe, aux alentours du midi du 5 février, renversant plusieurs véhicules et faisant au moins 33 morts.

### Conséquences
Le préfet de la province du Van, Mehmet Emin Bilmez, déclare dans l'après-midi du 5 février que parmi les morts figurent huit officiers de police militaire, trois gardes de village, trois pompiers et neuf volontaires. Une cérémonie commémorative a eu lieu, le 6 février, pour leur rendre hommage. Les autorités annoncent dans la suite de la journée du 5 février que 53 personnes ont été blessées au total, et qu'un nombre inconnu reste enseveli sous la neige ; les tempêtes, le brouillard et la neige abondante ralentissant la progression des sauveteurs,.
Au 6 février, les autorités déclarent que le nombre de morts est d'au moins 41, et l'on compte 84 blessés connus, parmi lesquels 47 sont hospitalisés, dont six en soins intensifs. Elles déclarent également qu'un total de 180 personnes recherchaient encore au moins trois personnes portées disparues, et des explosions contrôlées sont déclenchées à divers endroits afin de réduire le risque de nouvelles avalanches. Le 7 février, le Ministère turc de l'Intérieur affecte une équipe de trois inspecteurs pour « enquêter et investiguer sur tous les aspects des deux avalanches »,.
Des avertissements sont par ailleurs émis par le Service météorologique de l'État turc (en) à la suite d'importantes chutes de neige survenues le 9 février dans la région de l'est de la Mer Noire, le pays étant également confronté à un record de température pour l'année (−40 °C dans la nuit du 9 au 10 février), dans la région de Göle.